# 手話ニュース
手話ニュースは聴覚障害者を対象に、ニュース番組に手話通訳（NHK教育テレビの場合は字幕スーパー挿入も）を入れて放送するテレビ番組のことである。

## 現在放送されている番組

### 日本
- NHK手話ニュース（NHK Eテレ 平日13:00 - 13:05 土・日19:55 - 20:00）
  - NHK手話ニュース845（同 平日20:45 - 21:00 祝日20:45 - 20:50）17:20
  - 週間手話ニュース（同 土曜日原則11:45 - 12:00）
  - こども手話ウイークリー（同 日曜日19:45 - 19:55）
  - NHKニュース（NHK 総合テレビ 日曜日 20:45 - 21:00）[1][2]
- NNNニュースサンデー（日本テレビ系 日曜日6:15 - 6:30）
- ANNニュース（テレビ朝日系 土曜日5:50 - 6:00）
- JNNニュース（TBS系 土曜日5:30 - 5:45 日曜日6:45 - 7:00）
- TXNニュース（テレビ東京系 日曜日17:20 - 17:30）
- どさんこワイド・STV News（札幌テレビ放送 平日月1回18:15 - 19:00）[3]
- RABニュースレーダー（青森放送 毎月最終金曜日[4] 18:15 - 19:00）[3]
- KBS京都ニュース（KBS京都テレビ 月 - 金（祝日含む）11:55 - 12:00 但し京都府議会・京都市会中継がある場合は12:55 - 13:00に放送）

### 国外
- KBSニュース12（韓国放送公社・第1テレビジョン　平日12:00-13:00）[5]。

## 過去
- 週間手話ニュース（静岡第一テレビ）
- KKBスーパーJチャンネル（鹿児島放送 月 - 金（祝日含む）18:28 - 18:55、手話通訳は2011年春に終了。ANN加盟局では初の手話ニュースだった）
- OHK Live News（岡山放送 2021年9月23日 18:09 - 19:00、この日が手話言語の国際デーに合わせ当局及びFNN加盟局では初めての手話ニュースを放送した）[6]
- YBSニュース（山梨放送 2023年9月23日、この日が「やまなし手話言語の日」であり同局の開局70周年プロジェクトの一環として17:20と20:54に放送）[7][8]
- FNN Live News days（岡山放送 2024年3月1日 11:45 - 11:50）、OHK Live News（同 18:09 - 18:48、3月3日が「耳の日」でありそれに先立ち情報番組『なんしょん?』（同 15:50 - 16:50）も含め手話通訳を行った。）[9]